# Ballaké Sissoko
Pour les articles homonymes, voir Sissoko.
Ballaké Sissoko (né en 1967 à Bamako) est un musicien malien, joueur de kora, issu d'une famille de « djéli » (musicien-conteur de la culture mandingue, assimilable au griot).

## Biographie

### Enfance, formation et débuts
Ballaké Sissoko est le fils du musicien Djelimady Sissoko. Autodidacte dans l’apprentissage de la kora, car son père ne souhaitait pas que son premier fils devienne musicien, il intègre l’Ensemble instrumental du Mali à la suite de la mort de son père en 1981, alors qu'il est âgé de 13 ans.

### Carrière
En 1999, il joue avec Toumani Diabaté, autre musicien malien joueur de kora également.
En 2000, il crée son groupe baptisé « Mandé Tabolo » et composé de Mama Draba (chant), Fassery Diabaté (balafon), Adama Tounkara (n'goni) et Aboubacar Dembelé (bolon).
Il rencontre Vincent Ségal lors d'un festival de jazz d'Amiens. En 2009, ils enregistrent ensemble le disque Chamber Music, puis Musique de nuit en 2015.
La difficile situation des musiciens traditionnels au Mali a conduit Ballaké Sissoko à privilégier une carrière internationale.
Le 4 février 2020, de retour d'une tournée aux États-Unis, il découvre sa kora, confectionnée sur mesure et d'une valeur de plus de 5 000 €, démantelée. Elle est accompagnée d'un mot d'excuse de l’administration fédérale de la sécurité des transports, la Transportation Security Administration (TSA). Selon sa manageuse, Corinne Serres, « même si tous les composants qui ont été démontés étaient intacts, il faudrait des semaines avant qu’une kora de ce calibre puisse retrouver son état de résonance antérieur. » La TSA a cependant nié toute ouverture du bagage en question, qui n'aurait pas déclenché d'alarme durant les scanners de sécurité.
Il est marié à la chanteuse Mama Draba.

## Récompenses
- 2008 : World Music Charts Europe 2008
- 2009 : Victoire du Jazz du meilleur album international pour Chamber Music avec Vincent Ségal.
- 2016 : nommé aux Victoires de la musique pour l'album de musiques du monde de l'année avec Musique de Nuit.
- 2024 : Victoire du jazz du concert de l'année pour « Les Égarés » de Ballaké Sissoko, Vincent Ségal, Émile Parisien et Vincent Peirani[10]

## Discographie
- 1997 : Kora music from Mali
- 1999 : Nouvelles Cordes anciennes avec Toumani Diabaté (Hannibal-Ryko / Harmonia Mundi)
- 2000 : Déli (Label Bleu/Indigo)
- 2003 : Diario Mali avec Ludovico Einaudi (label Ponderosa)
- 2004 : Micokosmos Participation avec Ross Daly (label l'empreinte digitale)
- 2005 : Tomara (Label Bleu/Indigo)
- 2008 : Projet 3MA[11] avec Driss El Maloumi et Rajery (label contre-jour)
- 2008 : Thee[12] avec Stranded Horse (Talitres Records)
- 2009 : Chamber Music[13] avec Vincent Segal (No Format!)
- 2011 : Humbling Tides avec Stranded Horse (Talitres Records / No Format!)
- 2012 : At Peace[14] (No Format!)
- 2015 : Musique de nuit[15] avec Vincent Segal (No Format!)
- 2017 : Anarouz[11] avec 3MA, Driss El Maloumi et Rajery (Mad Minute Music)
- 2019 : Sissoko & Sissoko[16] avec Baba Sissoko
- 2021 : Djourou[17] avec Sona Jobarteh, Patrick Messina, Vincent Segal, Salif Keita, Camille, Oxmo Puccino, Piers Faccini, Feu! Chatterton
- 2021 : A Touma (No Format!)
- 2023 : Les Égarés (No Format!)
- 2024 : Ballaké Sissoko & Derek Gripper avec Derek Gripper (Matsuli Music)
- 2025 : Our Calling, avec Piers Faccini